# マエ塚古墳
マエ塚古墳（まえづかこふん）は、奈良県奈良市山陵町にあった古墳。形状は円墳。佐紀盾列古墳群（西群）を構成した古墳の1つ。現在では墳丘は失われている。

## 概要
奈良盆地北部、佐紀丘陵の支脈が南東に延びる先端部、佐紀陵山古墳（伝日葉酢媛命陵）の北東に築造された大型円墳である。1965年（昭和40年）に宅地開発に伴う発掘調査が実施されたうえで、墳丘は消滅している。
墳形は円形で、直径48メートル・高さ約7メートルを測る。墳丘は2段築成。墳丘外表で葺石は認められていないが、円筒埴輪列・形象埴輪（家形・盾形埴輪）が検出されている。また墳丘周囲には幅13メートルの周濠、幅28メートル・高さ1.5メートルの大規模な外堤が巡らされる。埋葬施設は墳頂中央部における大型の粘土槨で、東西8メートル・南北9メートルの墓壙の中において割竹形木棺が粘土で被覆される。棺は半分以上が破壊されているが、棺内から石釧、棺北側の副葬品埋納専用施設（副室）から銅鏡9面・石製合子・石製坩、棺外から多数の鉄製品などの多数の副葬品が検出されている。
築造時期は、古墳時代前期後半の4世紀後半頃と推定される。近接する佐紀陵山古墳との関連性がうかがわれるが、佐紀陵山古墳の陪塚とするか独立古墳とするかの位置づけには諸説がある。破壊を受けながら豊富な副葬品が検出されていることから、前期古墳の実像を考察するうえで重要視される古墳になる。

## 遺跡歴
- 1965年（昭和40年）、宅地開発に伴う発掘調査。副葬品多数出土（奈良県教育委員会、1969年に報告書刊行）。
- 1973年（昭和48年）、外堤部の調査（奈良県教育委員会、1976年に報告）。

## 埋葬施設
埋葬施設としては墳頂中央部において粘土槨が構築されており、主軸を南北方向とする。棺を納める墓壙は逆台形状を呈し、上辺は東西8メートル・南北9メートル、下辺は東西3メートル・南北6メートル、深さ2メートルを測る巨大なものになる。墓壙基底部には厚さ30センチメートル程度の小石を敷いて周濠への排水溝と接続し、その上に厚さ1メートルの粘土を敷き、その中央に木棺を据え、さらにその上を粘土で被覆する。
木棺は割竹形刳抜式木棺で、半分以上が破壊されているため全体像は明らかでないが、長さ4メートル以上・幅60センチメートルと推定される。朱塗されており、棺内からは石釧が検出されている。棺の北側小口部分には東西1.15メートル・南北0.65メートルの副葬品埋納専用施設（副室）が設けられており、銅鏡9面・石製合子・石製坩が北辺に沿い立て並べて副葬される。また棺外の棺側（遺物床）には赤色の布（赤色顔料に浸した織りの荒い麻布）を敷いた上に多数の鉄製品が副葬される（副葬品の内容は後述）。
また従属葬として、埴輪棺が確認されている。1基は墳丘東斜面中段に墓壙を構築し、その中において円筒2個体の上下を朝顔形埴輪上半部で蓋をした状態で検出されている。棺内から副葬品は検出されていないが、人骨が遺存した。成人女性と推定され、東頭位で、顔面を中心に赤色顔料が塗布される。そのほかに2基が外堤部で検出されている。

## 出土品

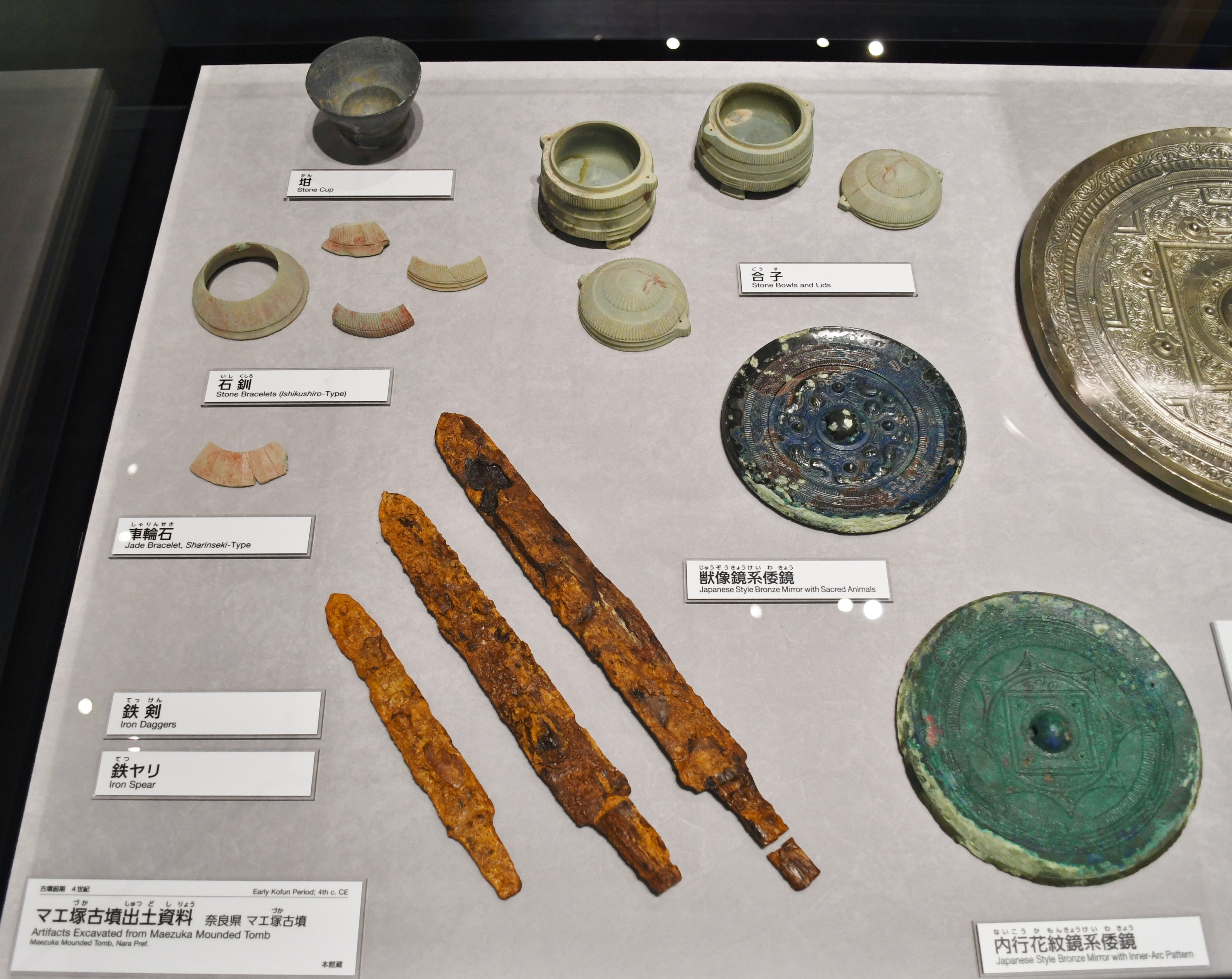
出土品国立歴史民俗博物館展示。

粘土槨から出土した副葬品は次の通り。
棺内
- 碧玉製石釧 1
- 碧玉製石釧片 9

棺外棺側（遺物床）
- 鉄槍先・鉄剣 119
- 鉄刀 24以上
- 鉄鎌 10
- 鉄斧 9
- 鉄鍬先 9
- 刀子 2

副葬品埋納専用施設（副室）
- 銅鏡 9
  - 内行花文鏡 2
  - 変形内行花文鏡 1
  - 四獣文鏡 3
  - 八獣文鏡 1
  - 変形獣文鏡 1
  - 変形文鏡 1
- 石製合子 2
- 石製坩 1

銅鏡9面は全て仿製鏡である。また合子は佐味田宝塚古墳（河合町）出土品と類似する。

## 関連施設
- 国立歴史民俗博物館（千葉県佐倉市） - マエ塚古墳の出土品を保管・展示。

## 関連文献
（記事執筆に使用していない関連文献）
- 『マエ塚古墳（奈良県史跡名勝天然記念物調査報告 第24冊）』奈良県教育委員会、1969年。
- 『奈良市史 考古編』吉川弘文館、1971年。
- 「マエ塚古墳」『奈良県古墳発掘調査集報1（奈良県文化財調査報告書 第28集）』奈良県教育委員会、1976年。
- 大貫栄子「奈良県マエ塚古墳出土人骨の組織形態とアミノ酸分析」『人類學雜誌』第93巻第2号、日本人類学会、1985年、143-155頁。